# Diritto commerciale
Il diritto commerciale è una branca del diritto privato che regola i rapporti attinenti alla produzione e allo scambio della ricchezza. Più in particolare, regola ed ha per oggetto i contratti conclusi tra operatori economici e tra essi ed i loro clienti privati (persone fisiche), nonché gli atti e le attività delle società. Comprende quindi anche il diritto privato delle società.

## Storia
Il diritto commerciale nacque e vide la sua evoluzione nell'ambito delle corporazioni dei mercanti. Le corporazioni emanavano statuti (stabilivano le regole per l'accesso e per l'esercizio del commercio), esercitavano la giurisdizione sui propri iscritti (i giudici erano scelti tra i membri della corporazione e utilizzavano una procedura più semplice e rapida rispetto a quella ordinaria). A partire dalla fine del 400, si diffuse una letteratura giuridica rivolta ai pratici. Si affermò il genere del Trattato: opera monografica dedicata (in maniera specialistica e organica) ad una materia o a un ramo del diritto o a un singolo istituto, raccoglieva le questioni sorte su un determinato argomento e serviva ai giudici e agli avvocati per la risoluzione di casi pratici.

## Oggetto
Il diritto commerciale si sviluppa intorno alla nozione di imprenditore e impresa, e si occupa in particolare della disciplina delle imprese organizzate in forma societaria (nonché di altri istituti quali i titoli di credito o i contratti commerciali, che rilevano soprattutto nei rapporti tra imprenditori e tra imprenditori e consumatori). Esso quindi studia, nei vari aspetti, l'attività imprenditoriale e l'esercizio dell'impresa, sia ad opera del singolo, sia ad opera di un gruppo organizzato (come, ad esempio, società o consorzi). Al diritto in parola pervengono altresì gli studi sull'azienda, sulle procedure concorsuali, sulla regolamentazione dei contratti d'impresa, sui titoli di credito (es. assegni, cambiali), sui segni distintivi e sui diritti di privativa, sulle modalità di repressione della concorrenza sleale.
Inoltre, la sempre maggiore complessità dei fenomeni economici e giuridici comporta che ci s'interessi non solo degli aspetti "privatistici" dell'attività d'impresa, ma si ampli lo spettro d'analisi anche ad ambiti in cui il mondo imprenditoriale viene a rapportarsi con i poteri pubblici, nazionali e sovranazionali (basti pensare al ruolo che svolgono le istituzioni comunitarie). Ecco dunque aperti nuovi ambiti di studio, quali quello sulla regolamentazione dei mercati e della concorrenza, oppure quello delle politiche di antitrust, tutti settori che poco si prestano ad essere incasellati nella categoria del diritto privato, stante la rilevanza, in essi, d'interessi pubblici ed il conseguente intervento di pubblici poteri per la loro tutela, come sopra evidenziato.
Parlando di diritto commerciale ci si riferisce quindi, in senso generale, al diritto degli affari e alle regole del mercato volute dal legislatore per regolamentarne i fenomeni e la vita. D'altra parte esso non va confuso con il diritto industriale seppure le due discipline abbiano diversi punti di contatto. Invece il diritto societario costituisce un ramo del diritto commerciale.
La materia è caratterizzata da una costante esigenza di aggiornamento. Si afferma, talvolta, che il mercato sarebbe in buona parte disciplinato dalla cosiddetta lex mercatoria, per cui sarebbero i "grandi mercanti" (multinazionali, banche, istituzioni finanziarie) a dettare le regole, in forza delle loro posizioni dominati sui mercati di riferimento. La lex mercatoria, prodotta da gruppi detentori di un fattuale potere economico, si sostituirebbe così alle ordinarie e "tradizionali" fonti legislative politiche.
Gli strumenti giuridici utilizzati dalle imprese hanno sempre avuto la caratteristica di adattarsi alle mutevoli esigenze del mercato con una particolare rapidità, che anticipa spesso l'operato dei legislatori; legislatori, tra l'altro, sempre più in competizione, per attrarre gli investimenti internazionali (si parla di "concorrenza tra ordinamenti"). È, infatti, proprio questo continuo rinnovarsi ad una velocità sconosciuta ad altre branche del diritto, per l'intervento dei singoli attori dell'economia, a caratterizzare dalle sue origini il diritto commerciale ed a guidarne l'evoluzione.
Altre significative evoluzioni nella materia sono intervenute in conseguenza del recepimento di articolate normative Comunitarie che hanno regolato in modo organico materie complesse, come la concorrenza. Il diritto commerciale ruota attorno alla figura dell'imprenditore, per disciplinare le forme attraverso le quali egli opera, gli strumenti dei quali si avvale, la situazione di crisi nella quale può venirsi a trovare. È imprenditore "colui che esercita professionalmente un'attività economica organizzata al fine della produzione o scambio di beni o servizi"
Per poter definire un soggetto imprenditore occorre la presenza di:

### Esercizio di un'attività economica
È un'attività che non si limita al godimento dei beni, ma produce nuove ricchezze e si pone come obiettivo di far fronte a dei costi mediante l'ottenimento di ricavi superiori o uguali alle spese, conseguendo un profitto.
L'attività economica è un'attività di rischio essendo possibili delle perdite.

### Produzione o scambio di beni o servizi
La produzione e o lo scambio di beni o servizi è esistita ben prima della nascita del diritto commerciale ed avviene tutt'oggi anche al di fuori di esso, le varie modalità sono state ampiamente studiate da sociologi ed etnologi classici come ad esempio  Marcel Mauss con Saggio sul dono. Forma e motivo dello scambio nelle società arcaiche. e Marshall Sahlins con L'economia dell'età della pietra.
Tali attività si realizzano o con la produzione di nuovi beni oppure con lo scambio di beni già esistenti sul mercato o, infine, con la erogazione di servizi.
Jeremy Rifkin nella sua opera "L'era dell'accesso" affronta il tema dello scambio di beni e della erogazione di servizi secondo una prospettiva transazionale nell'ambito della new economy ed evidenzia i nuovi rapporti economici che non sono basati sulla proprietà di beni materiali, ma sul diritto di accesso a beni o servizi, quindi sullo sfruttamento del brand più che del prodotto.
La rapidità del ritmo dell'innovazione tecnologica riduce il ciclo di vita dei prodotti, mettendo in discussione il concetto di possesso e quindi della proprietà. I rapporti di proprietà, secondo l'autore, sono infatti compatibili in un'economia che rispetta il requisito dell'esclusività, dato che il possesso di un bene materiale è possibile solo da una delle parti. Nella new economy la negoziazione dell'accesso diventa un elemento fondamentale.
Nel passaggio da una produzione industriale a una produzione culturale, la cultura e la vita degli individui si trasformeranno in merce ed esperienze a pagamento. Quindi l'accesso non sarà più basato sull'appartenenza e sull'inclusione a una comunità, ma uscirà dall'ambito sociale e riguarderà l'ambito economico, in particolare il potere d'acquisto.

### L'organizzazione
Tutti gli elementi personali e materiali usati dall'imprenditore sono tra loro collegati e organizzati in modo unitario in vista dello svolgimento dell'attività economica.

### L'esercizio di attività economica
Non è imprenditore chi svolge attività economica solo occasionalmente. L'esercizio dell'attività economica deve infatti essere abituale, tuttavia per abituale si intende anche un'attività in attiva per una sola parte dell'anno, come per esempio uno stabilimento balneare, purché questo sia continuativo negli anni.
Non è imprenditore il professionista: ciò che è essenziale non è il carattere di economicità quanto la natura prevalentemente intellettuale delle prestazioni fornite.

## Nel mondo

### Italia
In Italia, le sue fonti sono contenute nel codice civile o in leggi speciali. Ciò si differenzia da quanto accade in diversi altri ordinamenti giuridici, che dispongono di un vero e proprio Codice di Commercio (o Codice delle Obbligazioni, Svizzera), speciale rispetto al codice civile e dedicato espressamente alla materia commercialistica. Anche in Italia, fino al 1942 - anno in cui venne promulgato il Codice civile - era in vigore una simile "duplicazione dei codici" (il previgente Codice Civile risaliva al 1865, il Codice di Commercio al 1882).
La scelta di unificare il diritto privato e di far confluire la materia commerciale nel codice civile, compiuta dal legislatore del 1942, comportò la cosiddetta commercializzazione del diritto privato. Fino ad allora, le obbligazioni erano diversamente regolate a seconda dell'ambito (civile o commerciale) in cui potevano iscriversi. Con l'unificazione dei codici, quella che era la specifica disciplina delle obbligazioni commerciali venne così applicata generalmente anche alle obbligazioni "civili", ossia a quelle non contratte nell'esercizio di attività economiche o commerciali. In Italia, la riforma del diritto societario, operata ai sensi del d.lgs 17 gennaio 2003, n. 6 ed entrata in vigore il 1º gennaio 2004, ha comportato notevoli modifiche alla precedente disciplina del settore.

## Temi di diritto commerciale
- impresa
  - imprenditore
- azienda
- società
- procedura concorsuale
  - fallimento
  - concordato preventivo
  - amministrazione controllata
  - liquidazione coatta amministrativa
- contratto
  - appalto
  - compravendita
  - locazione
  - nolo
  - agenzia
  - franchising
  - deposito
  - mediazione
  - mandato
  - catering
  - spedizione
  - commissione
  - comodato
  - leasing
  - prestazione d'opera
  - deposito
  - somministrazione
- mercato
  - concorrenza
  - antitrust
  - pubblicità